# بيسيو (إزار)
بيسيو هي بلدية في إزار في جنوب شرق فرنسا.